# Miguel Ángel Ruiz García
Miguel Ángel Ruiz García, más conocido como Miguel Ángel Ruiz (nacido el 5 de enero de 1955) es un exfutbolista español. Miguel Ángel Ruiz jugó en la posición de defensa en el Atlético de Madrid y en el Málaga, donde se retiró de la práctica futbolística. Desde 1994 hasta 2001 fue secretario técnico del Atlético de Madrid y posteriormente lo fue también del Club deportivo Tenerife y del Valencia. Hasta el 24 de noviembre de 2009 trabajó como mánager general en el Albacete Balompié. En diferentes etapas ha sido comentarista en las retransmisiones futbolísticas del canal de televisión Canal+ Liga, Telemadrid y otras cadenas televisivas.     
Ha trabajado para la Real Federación Española de Fútbol como Director del Curso de Directores Deportivos. También como Director Técnico con la RFEF en el proyecto de Academias Internacionales en Arabia Saudí.
Del 2014 al 2019 fue Director Técnico de la Academia del Atlético de Madrid.

## Clubes

### Como jugador
| Club               | País   | Año       |
| ------------------ | ------ | --------- |
| Atlético Madrileño | España | 1975-1977 |
| Atlético de Madrid | España | 1977-1987 |
| CD Málaga          | España | 1987-1990 |
| Albacete           | España | 1990-1991 |

## Títulos

### Campeonatos nacionales
- 1 Copa del Rey (1984-85)
- 1 Supercopa de España (1985)